# Nikon F3
Nikon F3 är en systemkamera tillverkad av Nikon. Kameran är Nikons tredje professionella spegelreflexkamera och uppföljare av F och F2. F3-serien introducerades 1980 och var den serie som hade störst variationer av alla Nikons F-kameror. Det var också den första kameran som designades italienska Giorgetto Giugiaro och den första Nikon-kameran med ett rött band vid greppet, något som senare har blivit ett signaturdrag hos många av Nikons modeller.
F3-serien efterträddes av F4-serien 1988.